# (500619) 2012 UH149
(500619) 2012 UH149 es un asteroide perteneciente al cinturón de asteroides, región del sistema solar que se encuentra entre las órbitas de Marte y Júpiter, más concretamente a la familia de Gantrisch, descubierto el 19 de marzo de 2009 por el equipo del Spacewatch desde el Observatorio Nacional de Kitt Peak, Arizona, Estados Unidos.

## Designación y nombre
Designado provisionalmente como 2012 UH149. 

## Características orbitales
2012 UH149 está situado a una distancia media del Sol de 3,142 ua, pudiendo alejarse hasta 3,753 ua y acercarse hasta 2,530 ua. Su excentricidad es 0,194 y la inclinación orbital 10,07 grados. Emplea 2034,41 días en completar una órbita alrededor del Sol.

## Características físicas
La magnitud absoluta de 2012 UH149 es 16,5. 